# Matti Hagman
Pour les articles homonymes, voir Hagman.
Temple de la renommée finlandais : 1995
Matti Risto Tapio Hagman (né le 21 septembre 1955 à Helsinki en Finlande et mort le 11 octobre 2016 à Espoo en Finlande) est un joueur professionnel finlandais de hockey sur glace. Il est le 1er joueur finlandais issu du championnat finlandais à avoir joué dans la LNH.

## Carrière
Encore junior, Matti Hagman fait ses débuts dans le championnat finlandais de hockey sur glace (SM-Sarja) lors de la saison 1972-1973 avec le HIFK, inscrivant 11 buts en 13 matchs disputés. L'année suivante, lors de sa première saison complète, il remporte le titre de meilleur buteur avec 30 réalisations ainsi que le trophée Jarmo-Wasama de la meilleure recrue de l'année. Il est convié au championnat d'Europe junior où la Finlande se classe troisième et où il remporte également le titre de meilleur buteur. Après une nouvelle saison de 30 buts, il est sélectionné en 104e position par les Bruins de Boston lors du repêchage de 1975. Cette même année, il est également repêché à la 43e position lors du repêchage de l'association mondiale de hockey par les Whalers de la Nouvelle-Angleterre.
Matti Hagman passe encore une année en SM-liiga, avant de rejoindre, en 1976, la Ligue nationale de hockey et les Bruins de Boston. En jouant pour les Bruins lors de la saison 1976-1977, il devient le premier joueur finlandais formé en Finlande à jouer en LNH. Il effectue une saison mitigée de seulement 11 buts en 75 matchs, puis, le 2 décembre 1977, les Bruins le revendent aux Nordiques de Québec de l'Association mondiale de hockey. Sa fin de saison dans l'AMH est bien meilleure et il marque 25 buts et 56 points en 53 matchs. Cependant, sans en avertir ni les Bruins ni les Nordiques, il retourne jouer avec l'équipe de Finlande pour le championnat du monde où il marque un but lors d'une victoire contre le Canada. Il passe ensuite deux nouvelle saisons avec le HIFK pendant lesquels il occupe également un poste de pompier à Helsinki. À l'issue de la saison 1979-1980, il remporte la SM-liiga avec son équipe, glanant au passage les titres de meilleur buteur et de meilleur pointeur de la SM-liiga. Il est également sélectionné dans l'équipe d'étoiles de la SM-liiga.
En 1980, Matti Hagman obtient une nouvelle chance en LNH avec les Oilers d'Edmonton. Il y évolue sur la ligne de Marc Messier et Glenn Anderson et participe également à l'arrivée d'un jeune finlandais prometteur : Jari Kurri. Après deux saisons de 20 et 21 buts, il retourne définitivement en Europe. Il joue dix nouvelles saisons, remportant trois nouveaux trophées Veli-Pekka Ketola et un nouveau titre de champion avec l'HIFK. Il met un terme à sa carrière de joueur en 1992.
En son honneur, le numéro 20 a été définitivement retiré par l'HIFK. En 1995, Matti Hagman a été admis au temple de la renommée du hockey finlandais avec le numéro 98.
Son fils, Niklas joue également professionnellement au hockey sur glace.
Matti Hagman meurt le 11 octobre 2016 à l'âge de 61 ans.

## Statistiques
Pour les significations des abréviations, voir Statistiques du hockey sur glace.

### En club
| Saison                     | Équipe                     | Ligue                      |     | Saison régulière | Saison régulière | Saison régulière | Saison régulière | Saison régulière |    | Séries éliminatoires | Séries éliminatoires | Séries éliminatoires | Séries éliminatoires | Séries éliminatoires |
| Saison                     | Équipe                     | Ligue                      | PJ  | B                | A                | Pts              | Pun              | PJ               | B  | A                    | Pts                  | Pun                  |                      |                      |
| 1972-1973                  | HIFK                       | SM-sarja                   | 13  | 11               | 5                | 16               | 7                | -                | -  | -                    | -                    | -                    |                      |                      |
| 1973-1974                  | HIFK                       | SM-sarja                   | 35  | 30               | 9                | 39               | 20               | -                | -  | -                    | -                    | -                    |                      |                      |
| 1974-1975                  | HIFK                       | SM-sarja                   | 33  | 30               | 16               | 46               | 27               | -                | -  | -                    | -                    | -                    |                      |                      |
| 1975-1976                  | HIFK                       | SM-liiga                   | 36  | 24               | 34               | 58               | 39               | 4                | 1  | 1                    | 2                    | 5                    |                      |                      |
| 1976-1977                  | Bruins de Boston           | LNH                        | 75  | 11               | 17               | 28               | 0                | 9                | 0  | 1                    | 1                    | 0                    |                      |                      |
| 1977-1978                  | Bruins de Boston           | LNH                        | 15  | 4                | 1                | 5                | 2                | -                | -  | -                    | -                    | -                    |                      |                      |
| 1977-1978                  | Nordiques de Québec        | AMH                        | 53  | 25               | 31               | 56               | 16               | -                | -  | -                    | -                    | -                    |                      |                      |
| 1978-1979                  | HIFK                       | SM-liiga                   | 36  | 20               | 37               | 57               | 53               | 6                | 1  | 6                    | 7                    | 4                    |                      |                      |
| 1979-1980                  | HIFK                       | SM-liiga                   | 35  | 37               | 50               | 87               | 87               | 7                | 3  | 10                   | 13                   | 6                    |                      |                      |
| 1980-1981                  | Oilers d'Edmonton          | LNH                        | 75  | 20               | 33               | 53               | 16               | 9                | 4  | 1                    | 5                    | 6                    |                      |                      |
| 1981-1982                  | Oilers d'Edmonton          | LNH                        | 72  | 21               | 38               | 59               | 18               | 3                | 1  | 0                    | 1                    | 0                    |                      |                      |
| 1982-1983                  | HIFK                       | SM-liiga                   | 36  | 23               | 41               | 64               | 50               | 9                | 9  | 8                    | 17                   | 11                   |                      |                      |
| 1983-1984                  | HIFK                       | SM-liiga                   | 37  | 22               | 47               | 69               | 33               | 2                | 1  | 1                    | 2                    | 2                    |                      |                      |
| 1984-1985                  | HIFK                       | SM-liiga                   | 34  | 23               | 44               | 67               | 24               | -                | -  | -                    | -                    | -                    |                      |                      |
| 1985-1986                  | EV Landshut                | DEL                        | 39  | 26               | 51               | 77               | 26               | -                | -  | -                    | -                    | -                    |                      |                      |
| 1986-1987                  | HIFK                       | SM-liiga                   | 44  | 17               | 51               | 68               | 37               | 3                | 0  | 1                    | 1                    | 10                   |                      |                      |
| 1987-1988                  | HIFK                       | SM-liiga                   | 35  | 25               | 35               | 60               | 24               | 6                | 4  | 5                    | 9                    | 6                    |                      |                      |
| 1988-1989                  | HIFK                       | SM-liiga                   | 44  | 11               | 30               | 41               | 23               | 2                | 0  | 1                    | 1                    | 0                    |                      |                      |
| 1989-1990                  | Reipas Lahti               | Mestis                     | 44  | 18               | 47               | 65               | 4                | -                | -  | -                    | -                    | -                    |                      |                      |
| 1990-1991                  | Reipas Lahti               | SM-liiga                   | 44  | 15               | 35               | 50               | 24               | -                | -  | -                    | -                    | -                    |                      |                      |
| 1991-1992                  | HIFK                       | SM-liiga                   | 42  | 8                | 20               | 28               | 18               | 8                | 1  | 3                    | 4                    | 2                    |                      |                      |
| Totaux SM-liiga / SM-sarja | Totaux SM-liiga / SM-sarja | Totaux SM-liiga / SM-sarja | 504 | 296              | 454              | 750              | 466              | 47               | 20 | 36                   | 56                   | 46                   |                      |                      |

### En équipe nationale de Finlande
| Année  | Évènement                   |        | PJ | B  | A  | Pts | Pun |  | Résultat |
| 1974   | Championnat d'Europe junior | 5      | 10 | 2  | 12 | 0   | 3e  |  |          |
| 1975   | Championnat du monde        | 9      | 2  | 3  | 5  | 4   | 4e  |  |          |
| 1976   | Coupe Canada                | 5      | 2  | 4  | 6  | 6   | 6e  |  |          |
| 1976   | Jeux olympiques             | 6      | 1  | 4  | 5  | 2   | 4e  |  |          |
| 1976   | Championnat du monde        | 10     | 4  | 6  | 10 | 14  | 5e  |  |          |
| 1978   | Championnat du monde        | 5      | 1  | 1  | 2  | 8   | 7e  |  |          |
| 1981   | Coupe Canada                | 5      | 1  | 2  | 3  | 4   | 6e  |  |          |
| 1983   | Championnat du monde        | 10     | 2  | 5  | 7  | 4   | 7e  |  |          |
| 1987   | Coupe Canada                | 5      | 1  | 0  | 1  | 0   | 6e  |  |          |
| Totaux | Totaux                      | Totaux | 60 | 24 | 27 | 51  | 42  |  |          |

## Honneurs et récompenses
- 1974 :
  - Meilleur buteur de la saison en SM-Sarja.
  - Trophée Jarmo-Wasama de la meilleure recrue de la saison en SM-Sarja.
  - Championnat d'Europe junior .
  - Meilleur buteur du championnat d'Europe junior.
- 1980 :
  - Trophée Aarne-Honkavaara[9] du meilleur buteur de la saison en SM-liiga.
  - Trophée Veli-Pekka-Ketola[10] du meilleur pointeur de la saison.
  - Champion de la SM-liiga avec le HIFK.
  - Équipe d'étoiles de la SM-liiga.
- 1983 :
  - Trophée Veli-Pekka-Ketola.
  - Champion de la SM-liiga avec le HIFK.
  - Équipe d'étoiles de la SM-liiga.
- 1984 :
  - Trophée Veli-Pekka-Ketola.
- 1985 :
  - Trophée Veli-Pekka-Ketola.
- 1995 :
  - Admis au Temple de la renommée du hockey finlandais : Jääkiekkoleijona n°98